# Elżbieta Krawczuk-Trylińska
Elżbieta Anna Trylińska, z d. Krawczuk (ur. 5 października 1960 w Białymstoku, zm. 13 grudnia 2017 w Chalon-sur-Saône) – polska lekkoatletka, specjalizująca się w skoku wzwyż, olimpijka z Moskwy (1980).

## Życiorys
Urodzona 5 października 1960 w Białymstoku, córka Włodzimierza i Tatiany z d. Karpiuk, absolwentka miejscowego II Liceum Ogólnokształcącego i Wydziału Handlu Wewnętrznego SGPiS w Warszawie (ekonomistka). Mężatka (mąż Krzysztof jest inżynierem), miała dwoje dzieci. Mieszkała we Francji. Została pochowana na cmentarzu w Saint-Remy.

## Kariera
Zawodniczka MKS-AZS, Juvenia Białystok i SZS-AZS-AWF Warszawa. Olimpijka z Moskwy (1980). Wielokrotna medalistka mistrzostw Polski, 2-krotna mistrzyni (1979, 1981) i 3-krotna rekordzistka Polski w skoku wzwyż (1.91, 1.93, 1.94 w 1980; wynik ten jest jej rekordem życiowym i został uzyskany w Madrycie). 
 W halowych mistrzostwach Europy zdobyła dwa medale: srebrny (1981) w Grenoble (1.94) i brązowy (1987) w Liévin we Francji z wynikiem 1.91.